# هنري مارتينيز (فنان قتال مختلط)
هنري مارتينيز (بالإنجليزية: Henry Martinez)‏ هو فنان قتال مختلط أمريكي، ولد في 7 أغسطس 1983 في ألباكركي في الولايات المتحدة.

## وصلات خارجية
- هنري مارتينيز على موقع يو إف سي (الإنجليزية)
- هنري مارتينيز على موقع بيلاتور (الإنجليزية)
- هنري مارتينيز على موقع شيردوغ (الإنجليزية)
- هنري مارتينيز على موقع IMDb (الإنجليزية)